# Majones
Majones (aragonesisch Maixons) ist ein spanischer Ort im Pyrenäenvorland in der Provinz Huesca der Autonomen Gemeinschaft Aragonien. Majones ist ein Ortsteil der Gemeinde Canal de Berdún. Der Ort hatte im Jahr 2019 neun Einwohner.

## Geschichte
Der Ort wurde im Jahr 920 erstmals urkundlich erwähnt.

## Sehenswürdigkeiten
- Pfarrkirche San Salvador, romanische Kirche aus dem 12. Jahrhundert
- Wehrturm aus dem 15. Jahrhundert